# Malcoha javanais
Zanclostomus javanicus
Genre
Espèce
Statut de conservation UICN

 LC  : Préoccupation mineure
Le Malcoha javanais (Zanclostomus javanicus) est une espèce d'oiseau de la famille des Cuculidae, l'unique représentante du genre Zanclostomus.

## Répartition et sous-espèces
Selon la classification de référence du Congrès ornithologique international (14.2, 2024) il se répartit en 2 sous-espèces :
- Zanclostomus javanicus pallidus (Robinson & Kloss, 1921) — péninsule Malaise, Sumatra et Bornéo
- Zanclostomus javanicus javanicus (Horsfield, 1821) — Java